# Nuestra Belleza México 2011
Nuestra Belleza México 2011 fue la 18.ª edición del certamen Nuestra Belleza México la cual se realizó en el Centro Internacional de Convenciones de Puerto Vallarta, Jalisco el sábado 20 de agosto de 2011. Treinta y cuatro candidatas de toda la República Mexicana compitieron por el título nacional, el cual fue ganado por Karina González de Aguascalientes quien compitió en Miss Universo 2012 en Las Vegas, Estados Unidos logrando colocarse dentro del Top 10. González fue coronada por la Nuestra Belleza México saliente Karin Ontiveros, convirtiéndose en la primera y única aguascalentense en ir a Miss Universo.
El título de Nuestra Belleza Mundo México 2011 fue ganado por Mariana Berumen de Guanajuato quien compitió en Miss Mundo 2012 en China logrando colocarse dentro del Top 15. Berumen fue coronada por la Nuestra Belleza Mundo México saliente Gabriela Palacio, convirtiéndose en la cuarta guanajuatense en ir a Miss Mundo.
Un mes después del concurso nacional, el día 30 de septiembre se anunció la designación oficial de Lili Rosales de Hidalgo como Reina Hispanoamericana México 2011 compitiendo en Reina Hispanoamericana 2011 en Bolivia. Así mismo el 5 de febrero de 2012, 6 meses después del concurso nacional, se hizo oficial la designación de Jessica García-Formentí de Baja California Sur como Nuestra Belleza Internacional México 2012 compitiendo en Miss Internacional 2012 en Japón logrando colocarse dentro del Top 15.
El Reconocimiento "Corona al Mérito" fue para Jacqueline Bracamontes Nuestra Belleza México 2000 por su destacada trayectoria como actriz y conductora de televisión.

## Resultados
| Posición                          | Candidata |
| Nuestra Belleza México 2011       | - Aguascalientes - Karina González Δ |
| Nuestra Belleza Mundo México 2011 | - Guanajuato - Mariana Berumen |
| 1.ª Finalista                     | - Estado de México - Nohemí Hermosillo |
| 2.ª Finalista                     | - Sinaloa - Grecia Gutiérrez § |
| 3.ª Finalista                     | - Jalisco - Lucía Silva Δ |
| Top 10                            | - Aguascalientes - Gabriela Delgado - Distrito Federal - Mónica Gómez Δ - Sinaloa - Paloma Llanes - Sonora - Laura Palacio - Sonora - Paulina Burrola       |
| Top 15                            | - Baja California Sur - Jessica García-Formentí - Chiapas - Kristell Padilla - Durango - Mónica Ayala Δ - Morelos - Siri Mazari - Nuevo León - Ángela Cantú |

- § Votada por las concursantes para completar el cuadro de 15 semifinalistas.
- Δ Ganadoras de los Fast-track que otorgan el pase directo al cuadro de 15 semifinalistas.

## Áreas de competencia

### Semifinal
La competencia semifinal se realizó en el Centro Internacional de Convenciones de Puerto Vallarta, Jalisco el jueves 18 de agosto, dos días antes de la competencia final. Previo al final del evento, todas las candidatas compitieron en traje de baño y traje de noche como parte de la selección de las 10 candidatas quienes completarían el top 15 (ya que 5 candidatas tuvieron el pase directo al Top 15 por ganar alguno de los 5 premios otorgados por la Organización en base a su desempeño durante el periodo de concentración previo al evento final). El nombre de las 10 concursantes que formaron parte del Top 15 fue revelado durante el inicio en vivo del evento final. La conducción del evento estuvo a cargo de Karin Ontiveros y Jan. La parte musical fue amenizada por Telefunka.

#### Jurado Preliminar
Estos son los miembros del jurado preliminar, que eligieron a las 10 semifinalistas que completarían el Top 15 durante la Competencia Semifinal, luego de ver a las candidatas en privado durante entrevistas y pasarela en traje de baño y gala:
- Luis Moya - Dermatólogo
- Maru Ruiz de Icaza - Editora
- Arturo Velasco - Director de Televisa Música
- Dafne Molina - Nuestra Belleza Mundo México 2004
- Dr. José Abel de la Peña- Cirujano plástico
- Jordi Avendaño - Fotógrafo
- Aurora Valle - Periodista de espectáculos y presentadora de televisión
- Juan José Origel - Periodista de espectáculos
- Gabriel Soto - Modelo México 1996 y actor de Televisión

### Final
La gala final fue transmitida en vivo a través del Canal de las Estrellas para todo México y Univisión para la comunidad hispanohablante de Estados Unidos y América Latina desde el Centro Internacional de Convenciones de Puerto Vallarta, Jalisco el sábado 20 de agosto de 2011. La conducción del evento estuvo a cargo de Jacqueline Bracamontes y Javier Poza acompañados de Vielka Valenzuela en el backstage.
El grupo de 15 semifinalistas se dio a conocer durante la competencia final: 10 seleccionadas por un jurado preliminar, quienes eligieron a las concursantes que más destacaron en las tres áreas de competencia durante la etapa preliminar y 5 ganadoras de los reconocimientos especiales que otorga la Organización.
- Las 15 semifinalistas desfilaron en una nueva ronda en traje de baño, donde salieron de la competencia 5 de ellas.
- Las 10 semifinalistas desfilaron en vestido de noche, posteriormente 5 de ellas fueron eliminadas.
- Las 5 finalistas se sometieron a una pregunta final y posteriormente dieron una última pasarela, donde el panel de jueces consideró la impresión general que dejó cada una de las finalistas para votar y definir posiciones finales.

#### Jurado Final
Estos son los miembros del jurado que evaluaron a las concursantes:
- Luis Moya - Dermatólogo
- Maru Ruiz de Icaza - Editora
- Arturo Velasco - Director de Televisa Música
- Dafne Molina - Nuestra Belleza Mundo México 2004
- Dr. José Abel De la Peña- Cirujano plástico
- Jordi Avendaño - Fotógrafo
- Aurora Valle - Periodista de espectáculos y presentadora de televisión
- Juan José Origel - Periodista de espectáculos
- Gabriel Soto - Modelo México 1996 y actor de televisión

#### Entretenimiento
- Intermedio: Luis Fonsi interpretando "Respira"
- Traje de Baño:  Telefunka interpretando "Chocolate"
- En honor a Ximena Navarrete: Joan Sebastián interpretando "Dios Mío, Qué Mujer"
- Traje de Noche: Telefunka interpretando "Moneymoon"

### Premios Especiales
| Premio                   | Candidata                          |
| Nuestra Modelo           | - Jalisco - Lucía Silva            |
| Las Reinas Eligen        | - Sinaloa - Grecia Gutiérrez       |
| Nuestro Talento          | - Aguascalientes - Karina González |
| Nuestra Belleza en Forma | - Distrito Federal - Mónica Gómez  |
| Premio Académico         | - Durango - Mónica Ayala           |
| Personalidad Fraiche     | - Jalisco - Lucía Silva            |
| Camino al Éxito Andrea   | - Aguascalientes - Karina González |

### Competencia de Traje Típico
En esta competencia las concursantes no fueron evaluadas, únicamente los trajes típicos. Es una competencia que muestra la riqueza del país que se encarna en los trajes coloridos y fascinantes hechos por diseñadores mexicanos donde se combina el pasado y el presente de México.
Para la Organización Nuestra Belleza México este evento es muy importante porque se da a conocer el trabajo creativo de los grandes diseñadores mexicanos y también selecciona el traje para representar a México en el Miss Universo.
El diseñador del traje típico ganador recibe el premio "Aguja Diamante".
| Posición      | Estado |
| Traje Ganador | - Durango - "Diosa de la Plata"'                                                                                           |
| Top 5         | - Campeche - "Serpiente Emplumada" - Oaxaca - "Flor Tehuana" - Sinaloa - "Ángel Azteca" - Yucatán - "La Cultura Maya Vive" |

| - Aguascalientes - "Viñedos Fiesta San Marcos" - Baja California - "Oasis Bajacaliforniano" - Baja California Sur - "Linda Chiapaneca" - Campeche - "Serpiente Emplumada" - Colima - "Doncella Maya" - Colima - "Jimadora, Raíces de Nuestra Tierra" - Chiapas - "Tiempo de Tradición" - Durango - "Diosa de la Plata" | - Durango - "Fiesta, Danza y Tradiciones" - Durango - "Escaramuza Charra" - Oaxaca - "Flor Tehuana" - Oaxaca - "Nuestra Herencia" - Sinaloa - "Ángel Azteca" - Tabasco - "Amor Mestizo" - Veracruz - "Tesoro Totonaca" - Yucatán - "La Cultura Maya Vive" |

## Candidatas
| Estado              | Candidata                               | Edad | Estatura | Residencia       |
| Aguascalientes      | Laura Karina González Muñoz             | 20   | 1.77     | Aguascalientes   |
| Aguascalientes      | Gabriela Elizabeth Delgado Rodríguez    | 23   | 1.80     | Aguascalientes   |
| Baja California     | Gabriela Acuña Eyraud                   | 19   | 1.72     | Tecate           |
| Baja California Sur | Jessica Cecilia García-Formenti Canseco | 19   | 1.78     | La Paz           |
| Campeche            | Karla Eugenia Buenfil Ayala             | 22   | 1.80     | Campeche         |
| Chiapas             | Kristell Padilla Sáyago                 | 21   | 1.73     | Tonalá           |
| Chihuahua           | María Fernanda Carranza Ramírez         | 22   | 1.72     | Ciudad Juárez    |
| Coahuila            | Diana Eloísa Ávila Ibarra               | 22   | 1.73     | Torreón          |
| Colima              | Ana Karen Martínez Salazar              | 18   | 1.72     | Manzanillo       |
| Distrito Federal    | Mónica Gómez Ortega                     | 20   | 1.71     | Ciudad de México |
| Durango             | Mónica Ivette Ayala Venegas             | 22   | 1.73     | Durango          |
| Estado de México    | Nohemí Hermosillo Villalobos            | 20   | 1.73     | Toluca           |
| Guanajuato          | Mariana Berumen Reynoso                 | 19   | 1.78     | León             |
| Hidalgo             | Martha Lili Marlene Rosales López       | 23   | 1.73     | Pachuca          |
| Jalisco             | Lucía Silva González                    | 20   | 1.72     | Puerto Vallarta  |
| Michoacán           | Edna Paola Álvarez Madriz               | 18   | 1.74     | Nueva Italia     |
| Morelos             | Siri Mazari Lizárraga                   | 23   | 1.72     | Cuernavaca       |
| Nayarit             | Linda Rubí Ugarte Osuna                 | 19   | 1.69     | Tepic            |
| Nuevo León          | Ivette Alejandra García de Hoyos        | 22   | 1.75     | Monterrey        |
| Nuevo León          | Ángela Anahí Cantú Sánchez              | 23   | 1.80     | Guadalupe        |
| Oaxaca              | María Teresa Raviela Guerrero           | 19   | 1.74     | Río Grande       |
| Puebla              | Claudia Aranza Barbosa Lima             | 20   | 1.75     | Tehuacán         |
| Querétaro           | Adriana Martínez de Anda                | 19   | 1.72     | Querétaro        |
| Quintana Roo        | Valery Antoinette Gantert Beristain     | 18   | 1.79     | Cancún           |
| San Luis Potosí     | Lorena Alvarado Zermeño                 | 18   | 1.70     | San Luis Potosí  |
| Sinaloa             | Grecia Yoselin Gutiérrez Godoy          | 22   | 1.78     | Los Mochis       |
| Sinaloa             | Paloma del Rocío Llanes Germán          | 18   | 1.70     | Los Mochis       |
| Sonora              | Laura Palacio Núñez                     | 21   | 1.77     | Puerto Peñasco   |
| Sonora              | Paulina Burrola Morales                 | 20   | 1.72     | Hermosillo       |
| Tabasco             | Martha del Rocío Espinosa Ríos          | 20   | 1.73     | Villahermosa     |
| Tamaulipas          | Karen Alejandra Lizcano Flores          | 19   | 1.83     | Tampico          |
| Veracruz            | Beatriz Adriana Zavaleta Mendoza        | 22   | 1.77     | Veracruz         |
| Yucatán             | Jessica Margarita Duarte Hermida        | 21   | 1.71     | Mérida           |
| Zacatecas           | Michelle Román Hurtado                  | 20   | 1.75     | Jerez            |

## Sobre los Estados en Nuestra Belleza México 2011

### Estados designados a la competencia
- Aguascalientes - Gabriela Delgado
- Nuevo León - Ángela Cantú
- Sinaloa - Paloma Llanes
- Sonora - Paulina Burrola

### Estados que se retiran de la competencia
- Guerrero

### Estados que regresan a la competencia
- Compitieron por última vez en 2009:
  -  Estado de México
  -  Quintana Roo

- Compitieron por última vez en 2008:
  -  Hidalgo

## Crossovers
| Miss Universo - 2012: Aguascalientes - Karina González (Top 10) Miss Mundo - 2012: Guanajuato - Mariana Berumen (Top 15) Miss Internacional - 2012: Baja California Sur - Jessica García-Formentí (Top 15) Miss Model of the World - 2018: Guanajuato - Mariana Berumen Reina Hispanoamericana - 2011: Hidalgo - Lili Rosales Miss Mesoamérica Internacional - 2015: Sinaloa - Paloma Llanes (Ganadora) Miss Belleza Mundial - 2021: Tamaulipas - Karen Lizcano (1.ª Finalista) Mexico's Next Top Model - 2014: Guanajuato - Mariana Berumen (1.ª Finalista) - 2009: Estado de México - Nohemí Hermosillo (1.ª Finalista) Miss Earth México - 2009: Baja California Sur - Jessica García-Formentí (Miss Earth México-Water) - 2009: Morelos - Siri Mazari (Miss Earth México-Fire) Miss Model of the World México - 2018: Guanajuato - Mariana Berumen (Designada) Miss Mesoamérica México - 2015: Sinaloa - Paloma Llanes (Designada) Face of Beauty México - 2015: Tamaulipas - Karen Lizcano (1.ª Finalista) Miss Belleza Mundial México - 2021: Tamaulipas - Karen Lizcano (Designada) Miss Petite Universe México - 2015: Tamaulipas - Karen Lizcano (1.ª Finalista) | Miss F1 de México - 2015: Coahuila - Diana Ávila - 2015: Distrito Federal - Mónica Ortega - 2015: Jalisco - Lucía Silva - 2015: Nayarit - Linda Ugarte - 2015: Puebla - Aranza Barbosa - 2015: Yucatán - Jessica Duarte Nuestra Belleza Aguascalientes - 2011: Aguascalientes - Gabriela Delgado (1.ª Finalista) Nuestra Belleza Coahuila - 2010: Coahuila - Diana Ávila (2.ª Finalista) Nuestra Belleza Nuevo León - 2011: Nuevo León - Ángela Cantú (2.ª Finalista) Nuestra Belleza Sinaloa - 2011: Sinaloa - Paloma Llanes (1.ª Finalista) Nuestra Belleza Sonora - 2011: Sonora - Paulina Burrola (1.ª Finalista) Miss Earth Baja California Sur - 2009: Baja California Sur - Jessica García-Formentí (Ganadora) Miss Earth Morelos - 2009: Morelos - Siri Mazari (Designada) Miss Earth Sonora - 2011: Sonora - Laura Palacio (Ganadora) Miss Petite Universe Tamaulipas - 2015: Tamaulipas - Karen Lizcano (Ganadora) Reina de la Feria de San Marcos - 2010: Aguascalientes - Karina González (Ganadora) Señorita UANL - 2009: Nuevo León - Ángela Cantú (Ganadora) |